# خشکسالی و دروغ

پوستر نمایش خشکسالی و دروغ - ۱۳۹۰

خشکسالی و دروغ نمایشی از محمد یعقوبی است که فیلمی نیز به همین نام توسط پدرام علیزاده از آن ساخته‌شده‌است.

## شخصیت‌ها
شخصیت‌های این نمایش شامل امید یک وکیل دادگستری، میترا همسر اول امید، آلا یک وکیل همسر دوم امید و آرش برادر آلا است که همراه با امید و آلا در یک دفتر حقوقی کار می‌کند.

## اجرا
| شخصیت‌ها | تئاتر شهر، سالن چهارسو، سال ۸۸ | آلمان، مولهایم، جشنواره شب‌های سفید | ایران‌شهر، سال ۹۰         | فرهنگ‌سرای نیاوران، سال ۹۳ | جشنواره آدانا، ترکیه | استکهلم، سوئد | کانادا: مونترآل، ونکوور و تورنتو |
| ------- | ------------------------------ | ---------------------------------- | ------------------------ | ------------------------- | -------------------- | ------------- | -------------------------------- |
| آرش     | مهدی پاکدل                     | احمد مهران‌فر                       | پیمان معادی احمد مهران‌فر | احمد مهران‌فر              | پیمان معادی          | احمد مهران‌فر  | احمد مهران‌فر                     |
| آلا     | رؤیا دعوتی                     | رؤیا دعوتی                         | باران کوثری              | باران کوثری سحر دولتشاهی  | باران کوثری          | باران کوثری   | باران کوثری                      |
| امید    | علی سرابی                      | جواد مولانیا                       | علی سرابی                | علی سرابی                 | علی سرابی            | علی سرابی     | علی سرابی                        |
| میترا   | آیدا کیخایی                    | آیدا کیخایی                        | آیدا کیخایی              | آیدا کیخایی               | آیدا کیخایی          | آیدا کیخایی   | آیدا کیخایی                      |

این نمایش تاکنون سه بار در تهران به کارگردانی محمد یعقوبی در تئاتر شهر (شهریور ۸۸) و تماشاخانه ایرانشهر (آذر و دی ۹۰) و در فرهنگ‌سرای نیاوران (فروردین تا خرداد ۹۳) بر روی صحنه رفته‌است. نمایش خشکسالی و دروغ در بخش چشم‌انداز بیست و هفتمین جشنواره تئاتر فجر، جشنواره «شب‌های سفید» آلمان در شهر مولهایم و ۱۶امین جشنواره تئاتر آدانا نیز اجرا شده‌است.
نخستین اجرای این نمایش بدون پوستر و بروشور آغاز شد.
موسیقی این نمایش را بهرنگ بقایی ساخته‌است.
این نمایش در اجرای سال ۱۳۸۸ به عباس جوانمرد و در اجرای سال ۱۳۹۰ به حمید سمندریان تقدیم شد.
اجرای دوم این نمایش پنج‌شنبه ۲۴ آذر پس از ۳ هفته اجرا توقیف شد ولی پس از اعمال تغییرات گسترده توسط یعقوبی اجرای آن ۲ دی از سر گرفته‌شد.
در سال ۱۳۹۱ نسخهٔ دی‌وی‌دی اجرای سال ۱۳۹۰ این نمایش توسط تماشاخانه ایرانشهر عرضه‌شد.
در اجرای سال ۱۳۹۰ در سالن ایرانشهر، مهدی پاکدل به دلیل بازی در فیلمی از مجید مجیدی حضور نداشت و به جای او پیمان معادی نقش آرش را عهده‌دار شد. محمد یعقوبی پس از انتخاب پیمان معادی، بازیگر نقش مقابل او را تغییر داده و باران کوثری را برای این نقش انتخاب کرد. در اواسط دی ماه نیز به علت سفر پیمان معادی به آمریکا برای شرکت در جشنواره گلدن گلوب، احمد مهران‌فر نقش وی را عهده‌دار شد. در اجرای سال ۱۳۹۳ نیز به دلیل حضور باران کوثری در پروژه‌ای سینمایی، سحر دولتشاهی در برخی از اجراها نقش وی را عهده‌دار شد.
محمد یعقوبی جایزهٔ دوم بهترین کارگردان یازدهمین جشن سالیانه انجمن منتقدان، نویسندگان و پژوهشگران خانهٔ تئاتر و نیز جایزهٔ نمایش برگزیدهٔ سال ۱۳۹۱ کانون منتقدان تئاتر را برای این نمایش دریافت کرد.

## نمایشنامه

جلد نمایشنامه

داستان این نمایش بر تأثیر دروغ در روابط بین افراد در خانواده تأکید دارد. اکثر کنش‌های داستان بین زوج شخصیت‌ها اتفاق می‌افتد: آرش و آلا، امید و میترا، امید و آرش، آرش و میترا. اما اولین و آخرین کنش روابط را از حوزهٔ ارتباط خصوصی افراد به ارتباط خانوادگی و به صورت عام‌تر به روابط اجتماعی تعمیم می‌دهند. هر کدام از این کنش‌ها از رویدادهای ساده‌ای مانند خُر و پُف کردن، غذا درست کردن و... شروع می‌شود و به صورتی واقع‌گرایانه به بحران می‌رسد. این فرایند در رابطهٔ میان شخصیت‌ها تکرار می‌شود تا این که عمق پیدا کرده و به فاجعه ختم شود. ساده‌بودنِ شروع این کنش‌ها به همزادپنداریِ مخاطب با شخصیت‌ها بسیار کمک می‌کند. البته رگه‌های طنزِ داستان در دلِ تراژدی نیز تأثیر بسزایی بر موفقیت و ارتباط مخاطب با نمایش دارد. یعقوبی در این نمایش به جای پرداختن به قصه‌ای خطی و مطرح کردن تِم مورد نظر خود در ساختاری کلیشه‌ای، شخصیت‌ها را روانشناسی می‌کند. به همین دلیل با اینکه آدم‌های نمایش او ظاهراً گاهی گفتگوهای بی‌هدفی را دنبال می‌کنند ولی با هوشمندی به سراغ برخی انگیزه‌ها و دلایل ناگفته در متن می‌روند.
نمایشنامهٔ خشکسالی و دروغ توسط انتشارات افراز چاپ‌شده و به چاپ چهارم رسیده‌است. نسخهٔ ترکی این نمایشنامه نیز با ترجمهٔ هومن بهمنی جلالی توسط انتشارات میتوس بویت در ترکیه منتشر شده‌است. «خشکسالی و دروغ» و «ماه در آب» اولین نمایش‌نامه‌های ایرانی منتشر شده در ترکیه هستند. این نمایش‌نامه توسط مریوان حلبچه‌ای به کردی ترجمه و در سلیمانه کردستان به روی صحنه رفته است.